# Actinostola kerguelensis
Actinostola kerguelensis is een zeeanemonensoort uit de familie Actinostolidae.
Actinostola kerguelensis is voor het eerst wetenschappelijk beschreven door Carlgren in 1928.